# Leptotarsus (Macromastix) nigropolitus
Leptotarsus (Macromastix) nigropolitus is een tweevleugelige uit de familie langpootmuggen (Tipulidae). De soort komt voor in het Australaziatisch gebied.